# Campeonato Europeo de Baloncesto Femenino de 1954
El IV Campeonato Europeo de Baloncesto Femenino se celebró en Belgrado (Yugoslavia) entre el 4 y el 13 de junio de 1954 bajo la denominación EuroBasket Femenino 1954. El evento fue organizado por la Confederación Europea de Baloncesto (FIBA Europa) y la Federación  de Baloncesto.
Un total de doce selecciones nacionales afiliadas a FIBA Europa compitieron por el título europeo, cuyo anterior portador era el equipo de la Unión Soviética, vencedor del EuroBasket 1952. 
La selección de la Unión Soviética se adjudicó la medalla de oro, la plata fue para Checoslovaquia y el bronce para Bulgaria.

## Plantilla del equipo campeón
- Unión Soviética:

Nina Maksimel'janova, Nina Maksimova, Raisa Mament'eva, Valentina Kopylova, Lidia Alekséyeva, Evgenija Rjabuškina, Tamara Moiseeva, Dzidra Uztupe, Valentina Nazarenko, Nina Arciševskaja, Galina Stepina, Nina Zaznobina, Alisa Asitashvili, Maret-Mai Otsa. Seleccionador: Vladimir Gorochov